# Torfowisko Pobłockie
Torfowisko Pobłockie este o arie protejată (sit de importanță comunitară — SCI) din Polonia întinsă pe o suprafață de 111,63 ha, integral pe uscat.

## Localizare
Centrul sitului Torfowisko Pobłockie este situat la coordonatele 54°37′27″N 17°28′49″E / 54.6243°N 17.4803°E.

## Înființare
Situl Torfowisko Pobłockie a fost declarat sit de importanță comunitară în septembrie 2006 pentru a proteja un număr necunoscut de specii din flora spontană și fauna sălbatică aflate în arealul zonei.

## Biodiversitate
Situată în ecoregiunea continentală, aria protejată conține 7 habitate naturale: Lacuri și iazuri distrofice naturale, Pajiști umede nord-atlantice cu Erica tetralix, Turbării active, Mlaștini oligotrofe degradate, capabile încă de regenerare naturală, Mlaștini turboase de tranziție și turbării mișcătoare, Mlaștini împădurite, Păduri aluvionare cu Alnus glutinosa și Fraxinus excelsior (Alno-Padion, Alnion incanae, Salicion albae).
La baza desemnării sitului se află un număr nedeclarat de specii protejate.